# 무콘디 학살
무콘디 학살은 2023년 3월 8일부터 9일까지 연합민주군(ADF)이 콩고 민주 공화국 북키부주의 무콘디 마을에서 일으킨 학살 사건이다.

## 배경
ADF는 1996년 반란을 시작한 우간다의 이슬람주의 단체로, 1998년 서부주의 카바롤레구에서 학살을 저지른 바 있다. 그들은 이후 콩고 민주 공화국으로 확산하여 수천 명의 민간인을 살해했으며, 여기에는 2016년 베니에서의 학살도 포함된다. 2010년대 후반부터 ADF는 이라크 레반트 이슬람국과 연계되어 있다. 콩고 민주 공화국 북동부의 북키부주에서 2023년 1월, ADF는 카신디와 마쿠궤에서 학살을 자행했다.

## 학살
2023년 3월 8일 밤부터 9일까지, ADF는 마체테를 사용하여 북키부주의 무콘디 마을에서 학살을 자행했다. 주민들은 공격자가 처음에 "손님처럼 무리지어 왔다가" 마체테로 사람들을 공격하기 시작했다고 주장했다. 공격자는 주민들이 국제 여성의 날을 기념식 중 공격하여, 무콘디에서 마체테로 30명 이상을 살해한 후 인근 마우사 마을에서 여러 명을 더 살해했다. 또한 ADF는 가옥 15채와 진료소에 불을 질렀다. 17명이 병원으로 이송되었다. 처음에 키부 주지사 칼리 은산주 카시비타는 사망자 수를 36명으로 발표했으나, 현지 소식통은 44명이라고 밝혔다.
현지 관리들에 따르면, 이후 사망자 수는 39명 이상으로 늘어났고 다수의 부상자가 발생했다. 무콘디의 일부 주민들은 공격 후 돌아왔다. 콩고군 대변인 앤서니 무알루샤이는 무콘디 공격은 콩고군이 ADF 무장대원 22명을 체포하고 그들에게 폭탄 제조 화학 물질을 공급한 것으로 알려진 약국을 단속한 것에 대한 보복으로 수행되었다고 밝혔다.
ADF가 속한 이라크 레반트 이슬람국은 공격을 자신이 일으켰다며 "기독교인들"을 살해했다고 주장하는 성명을 발표했다. 무콘디 족장 데오그라티아스 카세레카는 ADF의 방식에 따라 공격에 총이 사용되지 않았다고 주장했다.

## 같이 보기
- 2020년 콩고 민주 공화국 공격
- 2021년~2022년 콩고 민주 공화국 공격
- 키부 분쟁
- 콩고 민주 공화국의 학살 목록